# Olympische Sommerspiele 2004/Teilnehmer (Kiribati)
| Gelbes Symbol für Goldmedaillen mit stilisierten Olympischen Ringen | Graues Symbol für Silbermedaillen mit stilisierten Olympischen Ringen | Braundes Symbol für Bronzemedaillen mit stilisierten Olympischen Ringen |
| ------------------------------------------------------------------- | --------------------------------------------------------------------- | ----------------------------------------------------------------------- |
| —                                                                   | —                                                                     | —                                                                       |

Kiribati nahm an den Olympischen Sommerspielen 2004 in Athen, Griechenland, mit einer Delegation von drei Sportlern (zwei Männer und eine Frau) teil. Es war die erste von zwei Teilnahmen für dieses Land.

## Teilnehmer nach Sportarten

### Gewichtheben
- Meamea Thomas
Halbschwergewicht: 13. Platz

### Leichtathletik
- Kakianako Nariki
100 Meter: Vorläufe

- Kaitinano Mwemweata
Frauen, 100 Meter: Vorläufe